# Hospital Militar Central (Argentina)
El Hospital Militar Central «Cirujano Mayor Dr. Cosme Argerich»-Hospital General 601 (H Grl 601-HMC) es un hospital militar del Ejército Argentino con asiento en Palermo (CABA) y con dependencia orgánica de la Dirección General de Salud de esa fuerza armada.
Su misión es brindar apoyo de sanidad militar al Ejército y las Fuerzas Armadas, atención médica a los afiliados al IOSFA y prestar apoyo a la comunidad.
Durante la dictadura autodenominada Proceso de Reorganización Nacional funcionó un centro clandestino de detención.

## Historia
Una vez finalizada la guerra del Paraguay, el esfuerzo de jefes de la Sanidad Militar como los doctores Caupolicán Molina y Ruiz Moreno, que prestaban servicios en el Hospital General de Hombres, y la coyuntura de la epidemia de fiebre amarilla que azotó la ciudad de Buenos Aires, que incluso cobró las vidas de los citados profesionales, impulsaron el establecimiento en las calles Bolívar y Caseros del primer Hospital Militar, que en 1898 fue trasladado a la calle Pozos hasta ser reemplazado por un nuevo Hospital en 1939.
La construcción del edificio que ocupa actualmente el Hospital se inició el 15 de septiembre de 1936, durante la presidencia del general Agustín Pedro Justo, quien además era ingeniero civil. En ese momento era director general de sanidad el general médico Eugenio A. Galli y la inspiración y el proyecto de la obra se debieron al cirujano de regimiento Luis E. Ontaneda, que había ingresado en la Sanidad Militar en 1931. El Hospital se inauguró el 27 de mayo de 1939 en un acto encabezado por el entonces Presidente de la Nación, Roberto M. Ortiz al que asistieron el vicepresidente Ramón Castillo y otros funcionarios.
Juan Domingo Perón logró, en los días previos al Día de la Lealtad, refugiarse en el Hospital Militar abandonando la isla Martín García donde estaba detenido, y desde allí salió ese día para dar su histórico discurso en la Plaza de Mayo.
El nombre del hospital es en honor al médico argentino Cosme Mariano Argerich.

## Sanidad Militar
La sanidad militar es una expresión de lo que son las fuerzas armadas y la medicina, los cuales, a su vez, son expresión de la cultura de cada época. Actualmente se está discutiendo el futuro de la Sanidad dentro de las Fuerzas Armadas. Está encuadrado en el Ministerio de Defensa, depende operativamente del jefe del Estado Mayor General del Ejército (JEMGE) con la misión de prestar apoyo operativo, preventivo y pericial a las Fuerzas Armadas. Es un servicio inter-ejército que condiciona el despliegue, como diferencia esencial con los otros Cuerpos Comunes. El Cuerpo es, intrínsecamente, tan militar como sanitario. Políticamente Argentina es uno de los pocos países del mundo que cuenta con Sanidad Militar. Por ello viola los pactos firmados en la ONU, el  Convenio de Ginebra y el  Derecho Internacional, ya que la sanidad militar autoriza el uso de armas, uniformes y prestar información como participar de los conflictos armados al personal sanitario.[cita requerida]

## Descripción
El Hospital está ubicado en una fracción de tierra de 20 000 m² en las antiguas barrancas naturales del Río de la Plata, sobre la avenida Luis María Campos. El frente se halla orientado al este-noreste, lo que brindaba una amplia perspectiva al río, que luego quedó interceptada por los numerosos edificios altos construidos en la zona.
El Ministerio de Obras Públicas inauguró en esa ubicación el 30 de diciembre de 1945 el Hospital, que constaba de los Cuerpos A, de 5.803 m² en 4 plantas y B, de 18 904 m² y 10 plantas, con detalles arquitectónicos modernos y capacidad para 350 enfermos, incluyendo la atención de 56 jefes y oficiales, 180 hombres de tropa, 34 miembros de familias de militares y 54 señoras para ser atendidas en los servicios de maternidad.
Todos los pisos tenían salas de curación y rayos X, oficinas de alimentación central, comunicados con ascensores montacarrostermo, locales para esterilización y preparación de medicamentos. También estaban equipados con sistemas de llamadas buscapersonas luminosas, control de presencia de personal de enfermeros y médicos, red de teléfonos internos y una instalación centralizada de radiotelefonía. Todas las habitaciones estaban provistas de placares e instalaciones de luces y timbres de llamada.
En 1946 se amplió con el Cuerpo C, de 6933 m² en 4 plantas y en junio de 1955 con el Cuerpo D, con 22 624 m² en 12 plantas (donde actualmente funcionan la Guardia de Prevención, túnel de acceso, Dirección, Subdirección, entre otras). Las ampliaciones posteriores fueron en mayo de 1977 con el Cuerpo E con 1896 m² en 3 plantas en terrenos cedidos por el Instituto Geográfico Nacional.

## Servicios
El Hospital cuenta con servicios de todas las especialidades médicas, desde 2004 funciona el Comité Institucional de Revisión de Ensayos Clínicos (CIREC).

## Centro clandestino de detención
En el Hospital Militar Central funcionó un centro clandestino de detención durante los años 1976 y 1977, utilizado para detenidos heridos y embarazadas parturientas secuestradas. El centro operaba bajo la responsabilidad territorial del jefe del Regimiento de Granaderos a Caballo General San Martín. Se ha denunciado asimismo la desaparición forzada de soldados conscriptos que estaban asignados a dicho Hospital. Según el periodista Laureano Barrera, el rol del Hospital Militar durante los años de la dictadura es un terreno aún poco explorado por los organismos de derechos humanos y los investigadores judiciales. Entre las personas denunciadas como detenidos-desaparecidos se encuentran: Guillermo José Begega Tripodi David Eduardo Chab Tarrab, Raúl Eduardo Rinaldi, Luis Enrique Giménez D'Imperio y Gerardo Coltzau.